# شتات أرمني

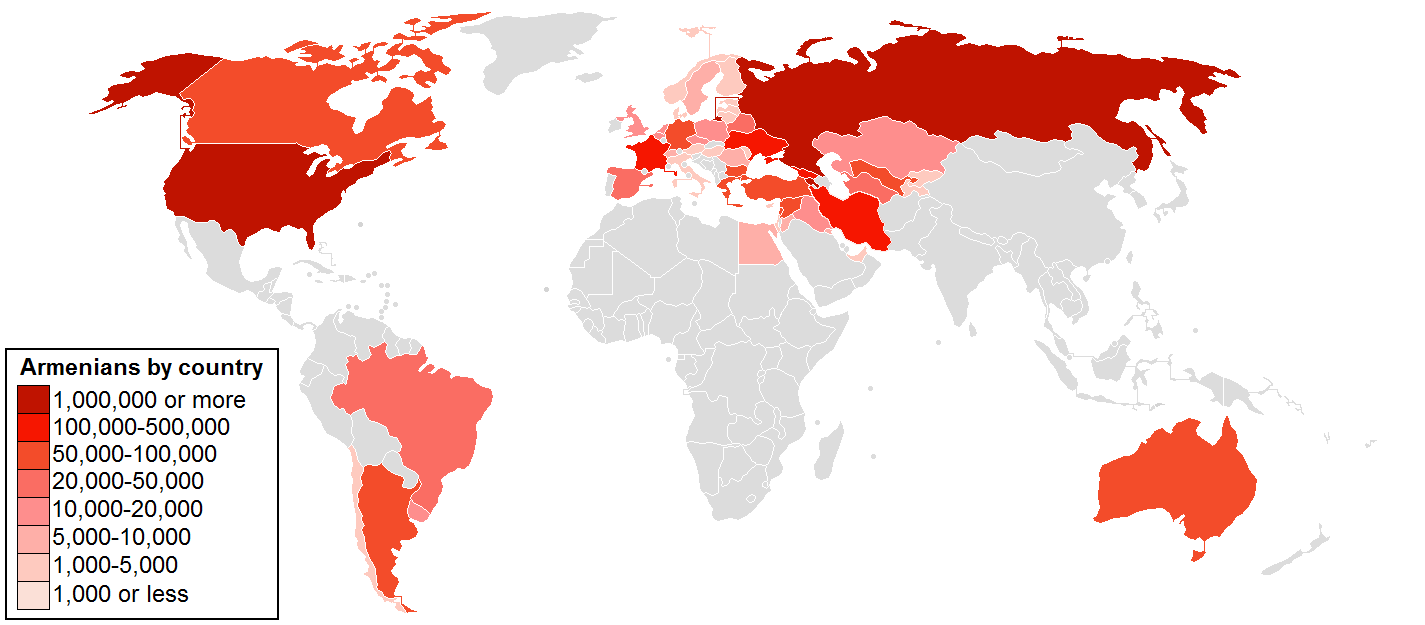
خارطة الانتشار الأرمني.

الانتشار الأرمني (بالأرمنية Հայկական Սփիւռք ويلفظ هايغاغان سبيورك) هو الوجود الأرمني خارج أرمينيا، ومنها الوجود الأرمني في العالم العربي. ويُقدّر عدد الأرمن في أرمينيا بثلاثة ملايين ومن 6 إلى 8 ملايين خارج أرمينيا، أي في الشتات.

## جاليات الشتات
أهم الجاليات الأرمنية في الشتات الأرمني (أرقام تقديرية):
- روسيا - فوق المليونين
- الولايات المتحدة - فوق المليون
- فرنسا - حوالي 600 ألف
- جورجيا - 400 ألف
- لبنان - 250 ألف
- سوريا - 150 ألف
- أوكرانيا - 150 ألف
- إيران - حواي 100 ألف (تاريخيا 300 ألف)
- الأرجنتين - حوالي 100 ألف
- تركيا - حوالي 80 ألف
- كندا - حوالي 50 ألف
- ألمانيا - 40 ألف
- أستراليا - حوالي 40 ألف
- برازيل - 40 ألف
- بلغاريا - 30 ألف
- العراق - 20 ألف
- اليونان - 20 ألف
- مصر - 10 الاف
- الأردن - 5 آلاف
- إسرائيل وفلسطين - 3 آلاف

ومن أهم المدن التي يقطنها الأرمن بكثافة في العالم العربي مدن بيروت، برج حمود وعنجر في لبنان، وحلب وكسب في سوريا وأفزروك في العراق. ويعود أصل أغلبية الأرمن في العالم العربي إلى السلطنة العثمانية وهجّر أغلبهم أثناء الحرب العالمية الأولى نتيجة المجازر بحقهم.